# Krummerne - alt på spil
Krummerne - alt på spil er en dansk spillefilm fra 2014, der er instrueret af Barbara Topsøe-Rothenborg efter manuskript af John Stefan Olsen. Filmen er den femte i serien om Krummerne, der er baseret på Thøger Birkelands historier.

## Handling
Krumme er ked af, at han ikke har nogen cykel, da skolen skal køre løb mod naboskolen i en konkurrence på mountainbike. Mor er pædagog og bliver fyret, hvis hun ikke uddanner sig til leder. Der kræves flere dygtige ledere til at drive en børnehave, når der ikke er så mange pædagoger tilbage. Far er lærer på Krummes skole og har problemer med alle de nye regler. Far vil helst bare undervise i sløjd, hvor han eksperimenterer med sine opfindelser, der tit forvolder en del skade. Fars drøm er at opfinde en transformator, der kan spare strøm. Indtil videre har alle forsøg vist det modsatte. Stine skal på ekskursion til Paris, men har ikke penge til turen. Og hun mangler tøj. Far og mor lover at betale, når de har vundet i Lotto. Grunk er sur over de mange temaer, der er i hans børnehave. Snart er det grankogler og dernæst muldvarper. Når samtidig Far siger op for at blive opfinder, og et par svindlere er ved at få alle smidt ud af ejendommen, og Grunk hjælper Far med at opfinde, så er det ikke så mærkeligt, at Krumme synes det er svært at være 11 år.

## Medvirkende
- Victor Stoltenberg Nielsen - Krumme
- Henning Valin - Far
- Lisbeth Wulff - Mor
- Martine Ølbye Hjejle - Stine
- Luca Reichardt Ben Coker - Grunk
- Kirsten Norholt - Fru Olsen
- Tommy Kenter - Vicevært Svendsen
- Rasmus Baltzersen - Tom
- Annabella Sørensen - Yrsa
- Mia Lyhne - Yrsas mor
- Frederik Nørgaard - Lærer Jansen
- Preben Kristensen - Skoleleder
- Jens Jørn Spottag - Advokat Niels Borch
- Lars Bom - Bankdirektør Bent Holst
- Anton Petrov Vammen - Hans
- Albert Rosin Harson - Anton
- Mustapha Cole - Mohammed
- Aron Bratlann - Dennis
- Mia Aunbirk - Louise
- Berfin Guclu - Aila
- Cornelia Kruse - Mora
- Lin Kun Wu - Wong
- Morten Christensen - Journalist
- Jacob Simonsen - Fotograf
- Nina Christrup - Mejse
- Anders Brink Madsen - Politimand